# ルビク・エルネー

ルービックキューブ

ルビク・エルネー（Rubik Ernő [ˈrubikˌɛrnøː], 1944年7月13日 - ）は、ハンガリーの発明家、彫刻家、建築家。彼の名を冠したルービックキューブを初めとする立体パズルの発明で世界的に知られている。

## 名前の表記について
日本では、名・姓の順にしたエルノー・ルービックの表記なども用いられる。ハンガリー語でのőの発音は、「ウ」の口をして「オ」と発音すると表現されることもある円唇前舌半狭母音の長母音であり、片仮名による正確な音写は困難であるが、「エルヌー」と表記するのが近い。

## 来歴
1944年7月13日、ルビクは戦時下のハンガリーのブダペストで、航空エンジニアの父と詩人の母の間に生まれた。戦時中は、父親は技術班として従軍、母親は妹を妊娠中であったが、母親の両親や兄弟は戦争で亡くなっており、頼る所もなくルビクを連れて戦火を避けた。幼い頃は読書が好きであった。
1967年にブダペスト工科大学を卒業し、建築学の学位を得た。その後、院生として彫刻と屋内建築について研究している。1971年から75年にかけて建築家として働き、その後、学究生活に戻ってブダペスト応用美術大学の教授となった。
1974年にルービックキューブを考案した。完成した3×3×3のキューブの各面を違う色に塗り分けたが、キューブを動かすうちに元に戻せなくなり、「結果的に、出発点に戻るのに丸1か月かかった。」と著書で明かしている。1975年1月、「三次元論理ゲーム」としてハンガリーの特許庁に出願、1976年10月28日に特許登録された。
ルービックキューブは1977年にハンガリーで「マジックキューブ」という名称で販売を開始したが特に売れるような事は無かった。1980年にアメリカの玩具会社が販売許諾を受けて「ルービックキューブ」として売り出したところ、世界中で流行する。以降は流行り廃りもありながら世界中で4億5千万個以上売れ続けている。彼自身は1分ほどで揃えられる。
1980年代の初頭に、“...És játék”（「...とゲーム」という意）という名のゲームとパズルに関する専門誌の編集者となった。1983年には、経営者として家具とゲームの設計を行う“ルービック・スタジオ”を設立した。1987年に教授として終身在職権を獲得し、1990年にはハンガリー工学アカデミー（Magyar Mérnöki Akadémia）の総長の座に就く。総長としては、国際ルービック財団を設立し、特に才能のある若手のエンジニアや工業デザイナーを支援に乗り出している。
現在は主にビデオゲームの開発と建築学の課題に取り組んでいるという。その傍ら、ルービック・スタジオの経営やルービック360など新しいパズルの作成も平行して続けている。初来日の際に当時日本で放送開始された『超時空要塞マクロス』に登場するVF-1 バルキリーのタカトクトイス製の変形アイテムの戦闘機形態から格闘形態への変形に河森正治付き添いの下で挑み、脚部以降の変形が出来ずに頓挫したことがある。
2017年、「Rubik Speedsolving Association」を立ち上げ、2018年に「レッドブル・ルービック・キューブ世界選手権」を開催した。
2020年、ルービックキューブ発売40周年記念で『Cubed: The Puzzle of Us All』を出版した。

## 著書
- Rubik, Erno (2020), Cubed: The Puzzle of Us All (Hardcover ed.), Flatiron Books, ISBN 978-1250217776
  - エルノー・ルービック 著、久保陽子 訳『四角六面　キューブとわたし』光文社、2022年3月。ISBN 978-4-334-96254-8。 - 注釈：自伝。

## 受賞歴
- 1983年：国家賞を受賞[21]
- 1995年：デネス・ガボル賞を受賞[21]